# Phania funesta
Phania funesta är en tvåvingeart som först beskrevs av Johann Wilhelm Meigen 1824.  Phania funesta ingår i släktet Phania och familjen parasitflugor. Arten är reproducerande i Sverige. Inga underarter finns listade i Catalogue of Life.